# Cheesewring

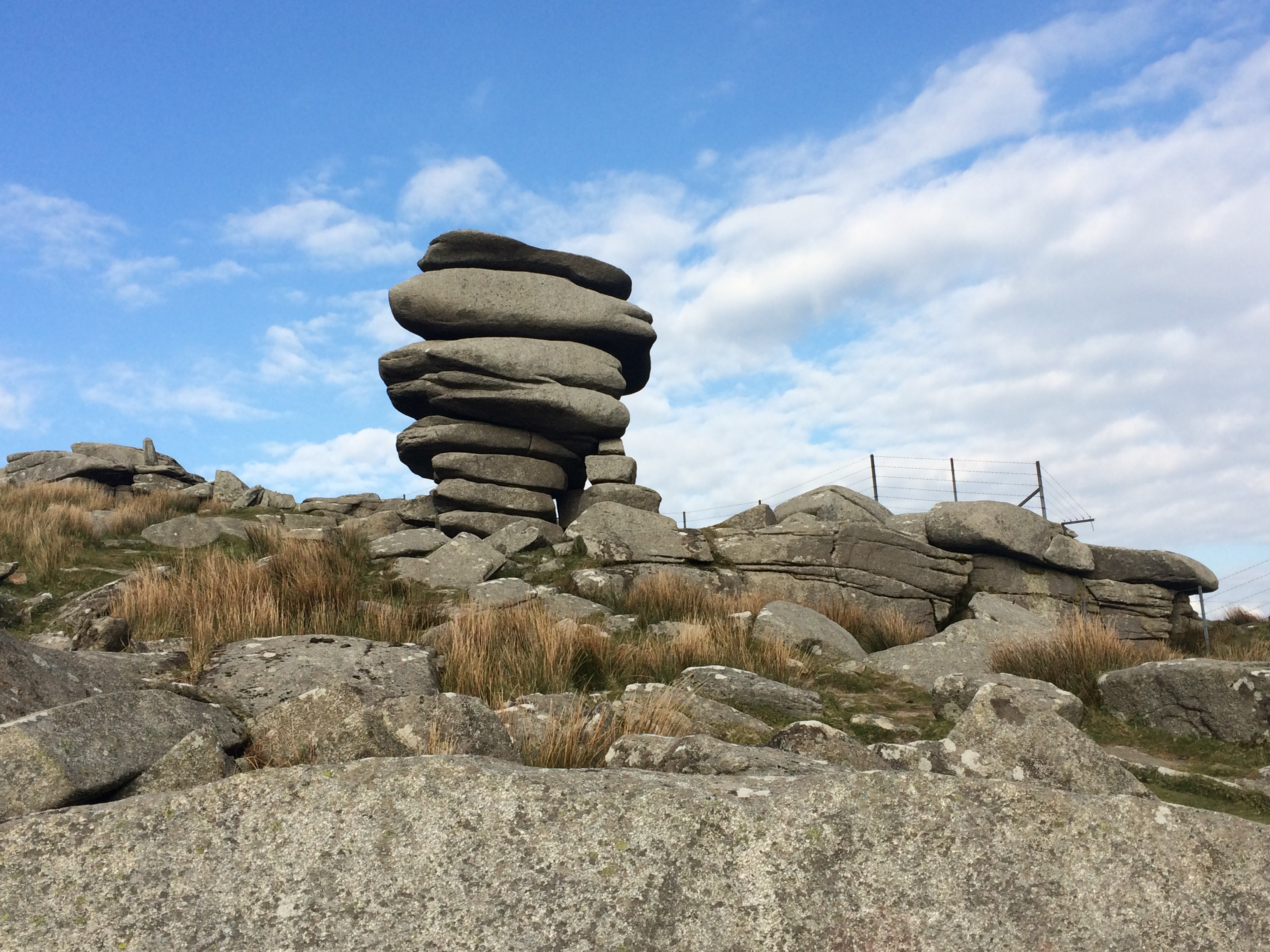
Veduta del Cheesewring

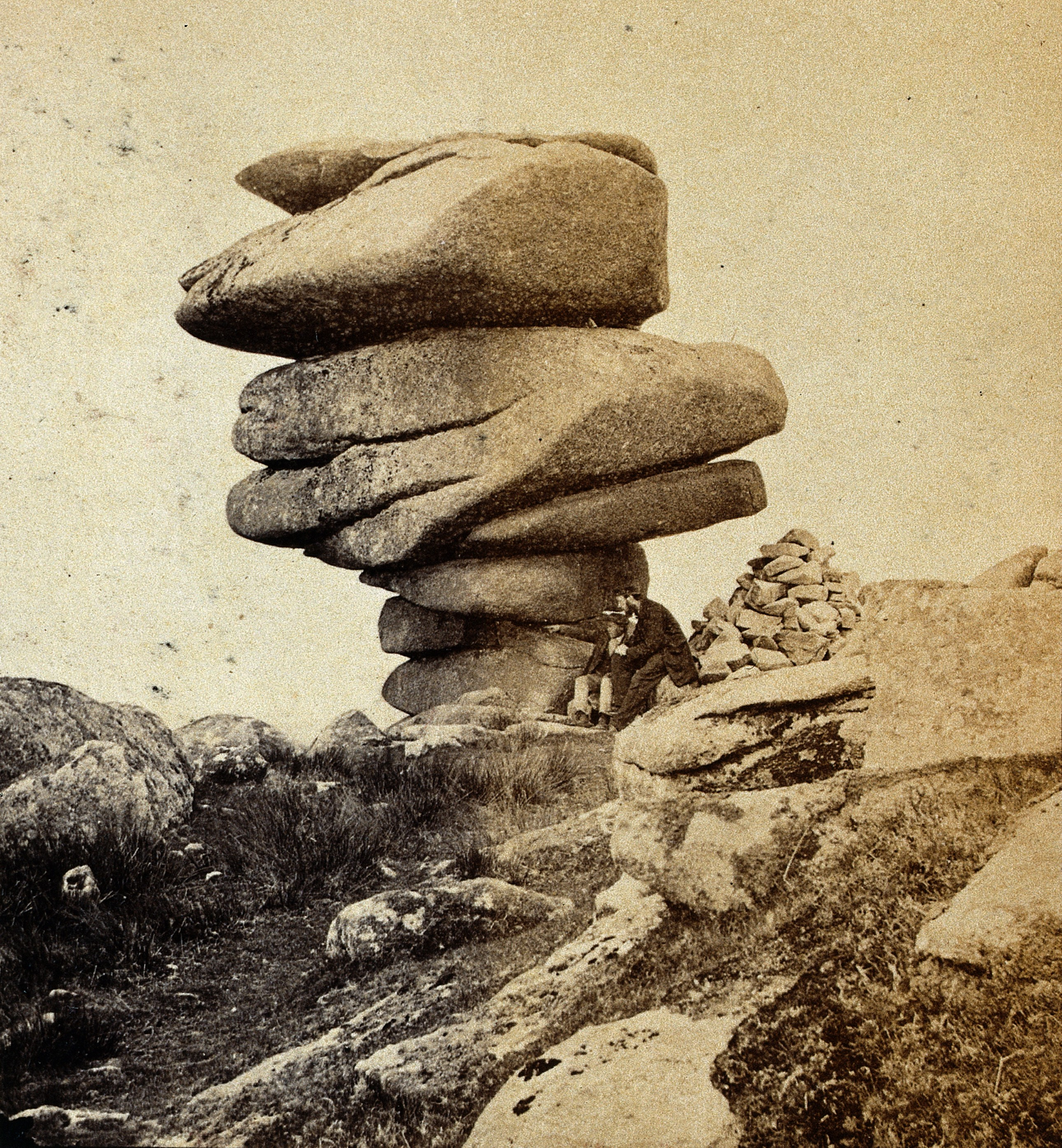
Il Cheesewring in una foto antica

Il Cheesewring (in lingua cornica: Keuswak) è un tor in granito situato nei pressi del villaggio di Minions (nella parrocchia civile di Linkinhorne), nella brughiera di Bodmin (Bodmin Moor), in Cornovaglia (Inghilterra sud-occidentale). È annoverato tra i siti più iconici della contea.

## Origini del nome
Il tor prende il nome da un attrezzo usato per estrarre il liquido dalle mele o dai formaggi e chiamato in inglese appunto cheesewring.

## Storia
Nel XVIII secolo avrebbe abitato assieme alla sua famiglia in una cavità scavata alla base del Cheesewrin un muratore di nome Daniel Gumb o Gunn (morto nel 1776).  Gumb scelse quel luogo per evitare di pagare le tasse.
In epoca vittoriana, il Cheesewring costituiva una meta prediletta dagli escursionisti, che solevano sostare sulla cima del tor, come testimoniato da antiche fotografie.

## Leggenda
Secondo la leggenda il Cheesewring sarebbe sorto dopo una competizione tra pagani e cristiani, in particolare tra il gigante Uther e San Tue, i quali, su suggerimento di quest'ultimo, si sarebbero sfidati a lanciare una dozzina di pietre.

## Descrizione
Il Cheesewring si erge nella Stowe's Hill, una collina situata poco fuori del villaggio di Minions, lungo il margine orientale della brughiera di Bodmin, e si trova nei pressi di una miniera e del sito megalitico noto come The Hurlers.
Il Cheesewring misura circa 32 piedi  ed è formato da sette rocce sovrapposte.
Nella parte superiore del tor si trova la roccia più piccola e meno pesante. Una delle pietre che costituiscono il Cheesewring ha assunto una forma che ricorda quella di una poltrona.
All'entrata della cavità alla base del tor dove avrebbe abitato Daniel Gumb, è presente l'iscrizione D Gumb 1735.